# Hyperythra rufifimbria
Hyperythra rufifimbria là một loài bướm đêm trong họ Geometridae.